# Annika Malacinski
Annika Malacinski (9 maggio 2001) è una combinatista nordica statunitense.

## Biografia
Originaria di Steamboat Springs e sorella di Niklas, a sua volta combinatista nordico, la Malacinski, attiva dall'agosto del 2018, ha esordito in Coppa del Mondo il 18 dicembre 2018 a Ramsau am Dachstein in un'individuale Gundersen (28ª) e ai Campionati mondiali a Oberstdorf 2021, dove si è classificata 23ª nel trampolino normale; ai Mondiali di Planica 2023 si è piazzata 22ª nel trampolino normale e 7ª nella gara a squadre mista e a quelli di Trondheim 2025 è stata 24ª nel trampolino normale, 25ª nella partenza in linea e 9ª nella gara a squadre mista.

## Palmarès

### Coppa del Mondo
- Miglior piazzamento in classifica generale: 14ª nel 2024